# Adrienne Barbeau
Adrienne Jo Barbeau (Sacramento, 11 de junho de 1945) é uma atriz, cantora e escritora americana. Ela é mais conhecida por interpretar Carol Traynor em Maude, Ruthie em Carnivàle, Suzanne Stanwyck em General Hospital.

## Filmografia

### Cinema
| Ano  | Título                                        | Papel                                              | Notas          |
| ---- | --------------------------------------------- | -------------------------------------------------- | -------------- |
| 1980 | The Fog                                       | Stevie Wayne                                       |                |
| 1981 | Escape from New York                          | Maggie                                             |                |
| 1981 | The Cannonball Run                            | Marcie                                             |                |
| 1982 | Swamp Thing                                   | Alice Cable                                        |                |
| 1982 | Creepshow                                     | Wilma Northrup                                     |                |
| 1982 | The Thing                                     | Computador (voz)                                   |                |
| 1984 | The Next One                                  | Andrea                                             |                |
| 1986 | Back to School                                | Vanessa                                            |                |
| 1987 | Open House                                    | Lisa Grant                                         |                |
| 1989 | Cannibal Women in the Avocado Jungle of Death | Dra. Kurtz                                         |                |
| 1990 | Two Evil Eyes                                 | Jessica Valdemar                                   |                |
| 1993 | Father Hood                                   | Celeste                                            |                |
| 1993 | Demolition Man                                | Computador principal (voz)                         |                |
| 1994 | Silk Degrees                                  | Violet                                             |                |
| 1995 | Judge Dredd                                   | Central (voz)                                      |                |
| 1998 | Scooby-Doo on Zombie Island                   | Simone Lenoir                                      |                |
| 1999 | A Wake in Providence                          | Tia Lidia                                          |                |
| 2000 | The Convent                                   | Cristine adulta                                    |                |
| 2000 | Across the Line                               | Sra. Randall                                       |                |
| 2002 | No Place Like Home                            | Evie                                               |                |
| 2003 | Ghost Rock                                    | Mattie Baker                                       |                |
| 2007 | Unholy                                        | Martha                                             |                |
| 2007 | Fly Me to the Moon                            | Mãe de Scooter                                     |                |
| 2008 | Reach for Me                                  | Valerie                                            |                |
| 2009 | Alice Jacobs Is Dead                          | Alice Jacobs                                       | Curta-metragem |
| 2012 | Complacent                                    | Judy Sanderson                                     |                |
| 2012 | Argo                                          | Nina / Serski                                      |                |
| 2015 | Divine Access                                 | Catherine                                          |                |
| 2015 | Tales of Halloween                            | DJ de rádio                                        |                |
| 2016 | ISRA 88                                       | Dra. Withersford                                   |                |
| 2016 | Real Mature                                   | Narradora                                          | Curta-metragem |
| 2017 | Death House                                   | Narradora virtual                                  |                |
| 2018 | Hell's Kitty                                  | Sra. Carrie                                        |                |
| 2018 | Big Legend                                    | Rita Laird                                         |                |
| 2018 | Malevolence 3: Killer                         | Meredith Bristol                                   |                |
| 2018 | Jimmy's Jungle                                | Tammy                                              |                |
| 2018 | Warm Human Magic                              | Mãe de Mary                                        | Curta-metragem |
| 2019 | Swell                                         | Dra. Shields                                       |                |
| 2019 | Apple Seed                                    | Jolene                                             |                |
| 2019 | Chain of Death                                | Emma                                               |                |
| 2019 | Exorcism at 60,000 Feet                       | Sra. Montegue                                      |                |
| 2019 | Hoax                                          | Wilma                                              |                |
| 2019 | Gates of Darkness                             | Rosemary                                           |                |
| 2020 | The Eagle and the Albatross                   | Pearl                                              |                |
| 2020 | For the Love of Jessee                        | Katharyn                                           |                |
| 2020 | Little Willy                                  | Adrienne                                           | Curta-metragem |
| 2020 | Unearth                                       | Kathryn Dolan                                      |                |
| 2022 | Hellblazers                                   | Georgia                                            |                |
| 2022 | Early Retirement                              | Pat                                                | Curta-metragem |
| 2023 | Oddities                                      | Susan                                              | Curta-metragem |
| 2024 | Hustlers Take All                             | Priscilla                                          |                |
| 2024 | Watchmen: Chapter I                           | Sally Jupiter / Silk Spectre / Apresentadora de TV |                |
| 2024 | Watchmen: Chapter II                          | Sally Jupiter / Silk Spectre                       |                |
| 2024 | Graves from the Black Lagoon                  | Helen                                              | Curta-metragem |

### Televisão
| Ano       | Título                                         | Papel                                          | Notas                                                 |
| --------- | ---------------------------------------------- | ---------------------------------------------- | ----------------------------------------------------- |
| 1972–1978 | Maude                                          | Carol Traynor                                  | 125 episódios                                         |
| 1976      | The Great Houdini                              | Daisy White                                    | Telefilme                                             |
| 1976      | Having Babies                                  | Allie Duggin                                   | Telefilme                                             |
| 1977      | Eight Is Enough                                | Jennifer Linden                                | Episódio: "Turnabout"                                 |
| 1977      | Red Alert                                      | Judy Wyche                                     | Telefilme                                             |
| 1977      | Quincy, M.E.                                   | Carol Bowen                                    | Episódio: "Let Me Light the Way"                      |
| 1977      | Have I Got a Christmas for You                 | Marcia Levine                                  | Telefilme                                             |
| 1978      | The Fighting Nightingales                      | Maj. Kate Steele                               | Telefilme                                             |
| 1978-1983 | Fantasy Island                                 | Margo Dean / Brenda Richards / Adele Anthony   | 3 episódios                                           |
| 1978      | The Love Boat                                  | Cathy Randall                                  | 2 episódios                                           |
| 1978      | Crash                                          | Veronica Daniels                               | Telefilme                                             |
| 1978      | Someone's Watching Me!                         | Sophie                                         | Telefilme                                             |
| 1979      | The Darker Side of Terror                      | Margaret Corwin                                | Telefilme                                             |
| 1980      | Top of the Hill                                | Elizabeth Stone                                | Telefilme                                             |
| 1980      | Valentine Magic on Love Island                 | Beverly McGraw                                 | Telefilme                                             |
| 1980      | Tourist                                        | Barbara Huggins                                | Telefilme                                             |
| 1981      | Charlie and the Great Balloon Chase            | Susan O'Neill                                  | Telefilme                                             |
| 1984-1986 | Hotel                                          | Barbara Harrington / Ellie                     | 2 episódios                                           |
| 1985      | Seduced                                        | Barbara Orloff                                 | Telefilme                                             |
| 1985      | Bridge Across Time                             | Lynn Chandler                                  | Telefilme                                             |
| 1985      | The Twilight Zone                              | Srta. Peters                                   | Episódio: "Teacher's Aide"                            |
| 1985-1987 | Murder, She Wrote                              | Kathryn / Lynette Bryant                       | 2 episódios                                           |
| 1987      | Ultraman: The Adventure Begins                 | Ten. Beth O'Brien / Ultrawoman Beth            | Telefilme                                             |
| 1987      | The Real Ghostbusters                          | Sra. Campbell                                  | Episódio: "The Copycat"                               |
| 1989-1992 | The Greatest Adventure: Stories from the Bible | Maria Madalena / Rainha Vasti                  | 2 episódios                                           |
| 1989      | Head of the Class                              | Gloria                                         | Episódio: "The Little Sister"                         |
| 1989      | Monsters                                       | Fiona Flynn                                    | Episódio: "All in a Day's Work"                       |
| 1990      | CBS Schoolbreak Special                        | Mary Martelli                                  | Episódio: "The Fourth Man"                            |
| 1991      | Blood River                                    | Georgina                                       | Telefilme                                             |
| 1991      | Doublecrossed                                  | Debbie Seal                                    | Telefilme                                             |
| 1992      | The Burden of Proof                            | Silvia Hartnell                                | 2 episódios                                           |
| 1992      | Dream On                                       | Gloria Gantz                                   | Episódio: "Bad Girls"                                 |
| 1992–1995 | Batman: The Animated Series                    | Selina Kyle / Mulher-Gato / Martha Wayne       | 8 episódios                                           |
| 1993      | FBI: The Untold Stories                        | Marguerite Dobson                              | Episódio: "Dapper Drew"                               |
| 1993      | ABC Weekend Special                            | Lucinda 'Lucy' Condraj                         | Episódio: "The Parsley Garden"                        |
| 1993      | Daddy Dearest                                  | Annette                                        | Episódio: "You Bet Your Life"                         |
| 1994      | One West Waikiki                               | Edna Jaynes                                    | Episódio: "A Model for Murder"                        |
| 1994      | Rebel Highway                                  | Sheila Norton                                  | Episódio: "Jailbreakers / Rebelles"                   |
| 1994      | The George Carlin Show                         | Barbara Rossetti                               | Episódio: "George Gets Caught in the Middle"          |
| 1994      | Babylon 5                                      | Amanda Carter                                  | Episódio: "Spider in the Web"                         |
| 1995      | Burial of the Rats                             | Rainha                                         | Telefilme                                             |
| 1996      | Flipper                                        | Sydney Brewster                                | 2 episódios                                           |
| 1996      | The Wayans Bros.                               | Trish Neidermeyer                              | Episódio: "New Lease on Life"                         |
| 1997      | Weird Science                                  | Lily                                           | Episódio: "Show Chett"                                |
| 1997–1998 | The New Batman Adventures                      | Selina Kyle / Mulher-Gato                      | 2 episódios                                           |
| 1998      | Shattered Hearts: A Moment of Truth Movie      | Nancy Muldenhower                              | Telefilme                                             |
| 1998      | Diagnosis: Murder                              | Vivien Sanderson                               | Episódio: "Rain of Terror"                            |
| 1998      | Adventures from the Book of Virtues            | Greta                                          | Episódio: "Honor"                                     |
| 1998–2004 | The Drew Carey Show                            | Kim Harvey                                     | 6 episódios                                           |
| 1998      | Sliders                                        | Madre Morehouse                                | Episódio: "Oh Brother, Where Art Thou?"               |
| 1998      | The Angry Beavers                              | Toluca Lake                                    | Episódio: "The Day the Earth Got Really Screwed Up"   |
| 1999      | Love Boat: The Next Wave                       | Grace Brooks                                   | Episódio: "Three Stages of Love"                      |
| 1999      | Star Trek: Deep Space Nine                     | Cretak                                         | Episódio: "Inter Arma Enim Silent Leges"              |
| 2000–2002 | Gotham Girls                                   | Selina Kyle / Mulher-Gato / Det. Renee Montoya | 20 episódios                                          |
| 2000      | Batman Beyond                                  | Cantora                                        | Episódio: "Out of the Past"                           |
| 2001      | Nash Bridges                                   | Annie Corell                                   | Episódio: "Something Borrowed"                        |
| 2001      | Spring Break Lawyer                            | Juíza Stern                                    | Telefilme                                             |
| 2001      | Sabrina the Teenage Witch                      | Ela mesma                                      | Episódio: "The Gift of Gab"                           |
| 2002      | The Chronicle                                  | Evelyn Hall                                    | Episódio: "Tears of a Clone"                          |
| 2002–2004 | Totally Spies!                                 | Helga Von Guggen                               | 2 episódios                                           |
| 2002      | The Santa Trap                                 | Alice                                          | Telefilme                                             |
| 2003–2005 | Carnivàle                                      | Ruthie                                         | 24 episódios                                          |
| 2004      | Ring of Darkness                               | Alex                                           | Telefilme                                             |
| 2006      | Deceit                                         | Kathleen Darrow                                | Telefilme                                             |
| 2006      | Christmas Do-Over                              | Trudi                                          | Telefilme                                             |
| 2007      | K-Ville                                        | Marquetta Dinovi                               | Episódio: "Bedfellows"                                |
| 2008      | Cold Case                                      | Helen McCormick                                | Episódio: "Wings"                                     |
| 2009      | War Wolves                                     | Gail Cash                                      | Telefilme                                             |
| 2009      | Dexter                                         | Suzanna Coffey                                 | Episódio: "Living the Dream"                          |
| 2009      | Grey's Anatomy                                 | Jodie Crawley                                  | Episódio: "I Always Feel Like Somebody's Watchin' Me" |
| 2009      | The Dog Who Saved Christmas                    | Mildred                                        | Telefilme                                             |
| 2010      | The New Adventures of Old Christine            | Ela mesma                                      | Episódio: "A Whale of a Tale"                         |
| 2010–2011 | General Hospital                               | Suzanne Stanwyck                               | 66 episódios                                          |
| 2010      | The Dog Who Saved Christmas Vacation           | Mildred                                        | Telefilme                                             |
| 2011      | CSI: NY                                        | Dra. Theola Kumi                               | Episódio: "Smooth Criminal"                           |
| 2012-2015 | Revenge                                        | Marion Harper                                  | 3 episódios                                           |
| 2013      | Sons of Anarchy                                | Alice                                          | Episódio: "Sweet and Vaded"                           |
| 2013      | Hell's Kitty                                   | Sra. Carrie                                    | Episódio: "Phasmophobia"                              |
| 2014      | Criminal Minds                                 | Cissy Howard                                   | Episódio: "Blood Relations"                           |
| 2014      | The Memory Book                                | Sarah Lund                                     | Telefilme                                             |
| 2015      | American Dad!                                  | Maxine                                         | Episódio: "A Star Is Reborn"                          |
| 2017      | Dimension 404                                  | Wilma                                          | Episódio: "Polybius"                                  |
| 2019      | Swamp Thing                                    | Dra. Palomar                                   | Episódio: "Long Walk Home"                            |
| 2019      | Creepshow                                      | Dixie / Jolene Payne                           | 2 episódios                                           |
| 2020      | AJ and the Queen                               | Helen                                          | Episódio: "Columbus"                                  |
| 2020      | Curious George: Go West, Go Wild               | Mãe de Ginny                                   | Telefilme                                             |
| 2021      | American Horror Stories                        | Verna                                          | Episódio: "Drive In"                                  |
| 2021      | Cowboy Bebop                                   | Maria Murdock                                  | Episódio: "Callisto Soul"                             |
| 2023      | 9-1-1                                          | Luisa Falcon                                   | Episódio: "Love is in the Air"                        |
| 2023      | Harlan Coben's Shelter                         | Ellen                                          | Episódio: "The Dirt Locker"                           |
| 2025      | Duster                                         | Evelyn Breen                                   | Episódio: "Suspicious Minds"                          |

### Teatro
| Ano  | Título                        | Papel           | Notas        |
| ---- | ----------------------------- | --------------- | ------------ |
| 1968 | Fiddler on the Roof           | Hodel / Berille | Broadway     |
| 1971 | Stag Movie                    | Cookie Kovac    | Off-Broadway |
| 1972 | Grease                        | Betty Rizzo     | Broadway     |
| 2006 | The Property Known as Garland | Judy Garland    | Off-Broadway |

### Video game
| Ano  | Título                        | Papel                             |
| ---- | ----------------------------- | --------------------------------- |
| 1999 | Descent³                      | Dra. Katelyn Harper               |
| 2006 | Marvel: Ultimate Alliance     | Sif                               |
| 2009 | Batman: Arkham Asylum         | Gretchen Whistler / Voz de Arkham |
| 2010 | God of War III                | Hera                              |
| 2012 | Kingdoms of Amalur: Reckoning | Ciara Sydanus / Vozes adicionais  |
| 2012 | Halo 4                        | Dra. Tillson                      |
| 2012 | Hitman: Absolution            | Esposa do gerente do hotel        |
| 2013 | God of War: Ascension         | Alethia                           |
| 2015 | Mad Max                       | Olho Rosa                         |
| 2018 | Fallout 76                    | Superintendente                   |
| 2023 | Starfield                     | Betty Howser                      |
| 2023 | Spider-Man 2                  | Vozes adicionais                  |

## Discografia

### Álbuns de estúdio
- 1998: Adrienne Barbeau